# Säkylä

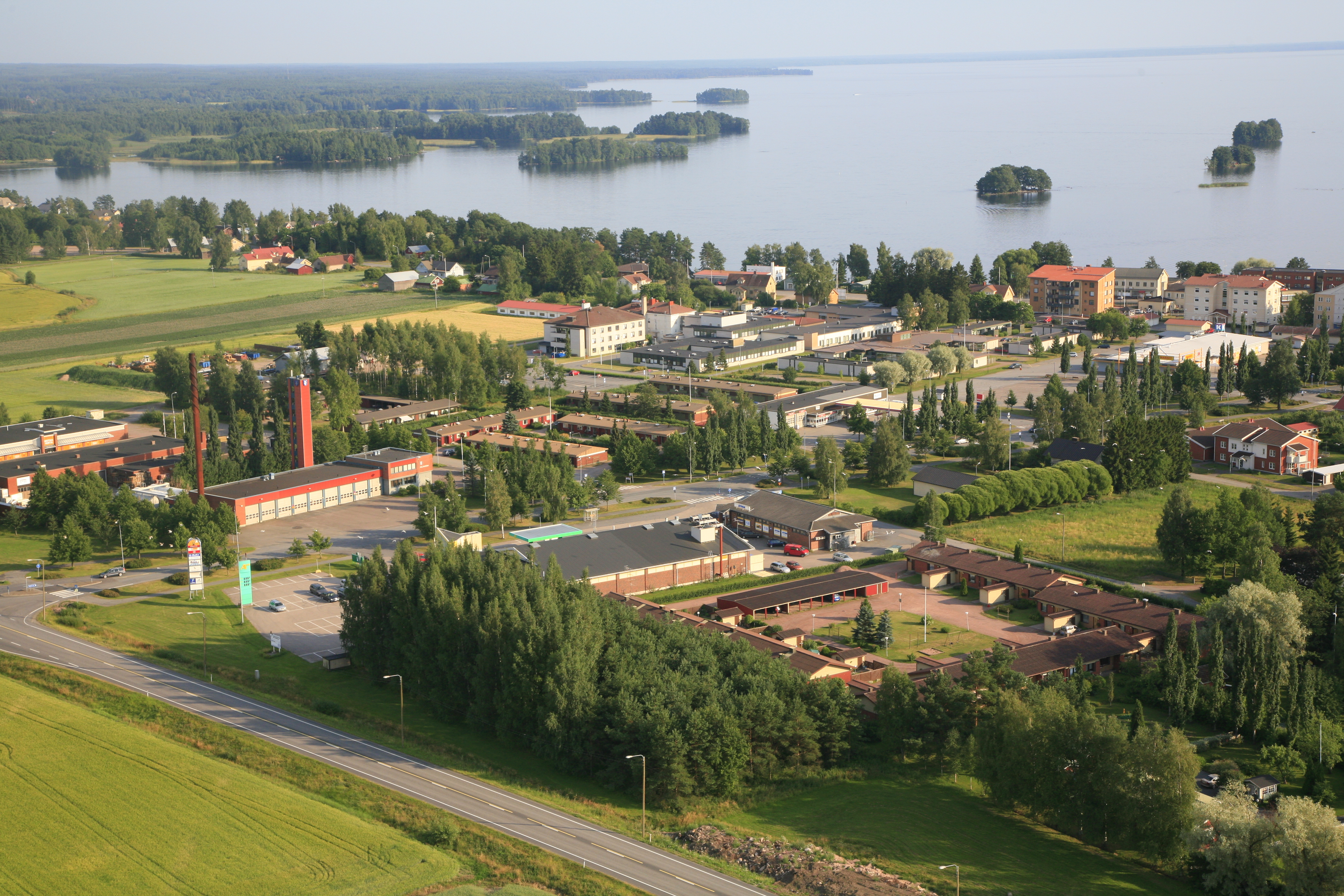
Säkylä kyrkoby från luften.

Säkylä (finska: Säkylä) är en kommun i landskapet Satakunta i Finland. Folkmängden i Säkylä kommun uppgår till 6 588 invånare, och den totala arealen utgörs av 527,71 km². Folkmängden i tätorten Säkylä kyrkoby uppgick den 31 december 2012 till 3 169 invånare, landarealen utgjordes av 9,55  km² och folktätheten uppgick till 331,8 invånare/ km². Säkylä grundades år 1869, och klassas som en landsbygdskommun.
Säkylä kommun ingår i Raumo ekonomiska region.
Säkylä kommuns språkliga status är enspråkig finsk.

## Militärt förband
Björneborgs Brigad är förlagd till Huovinrinne garnisonsområde inom Säkylä kommun. Brigaden är ett av Finlands traditionella infanteriförband. Inom brigaden verkar också Finlands internationella beredskapsstyrka (finska: Suomen Kansainvälinen Valmiusjoukko).

## Säkylä församling
Säkylä grundades som ett kapell i slutet av 1300-talet. Det nämns första gången 1392 och förefaller vara ett kapell under Kjulo. På 1450- och 1460-talen är Säkylä för en tid en självständig kyrksocken som har grundats kring år 1450. Redan år 1474 har den indragits, troligen på grund av för svag ekonomi. Efter det anslöts Säkylä till Eura som ett kapell. Alastaro och Vambula (numera: Vampula) avskildes från Säkylä år 1481. Säkylä blev på nytt ett självständigt pastorat 1639.
Byar som har tillhört Säkylä församling i äldre tider: Iso-Säkylä, Korpi, Löytäne, Pyhäjoki och Vähä-Säkylä.

## Politik

### Mandatfördelning i Säkylä kommun, valen 1976–2021
| 5 | 7 | 6 |  | 8 |

| 5 | 7 | 6 | 9 |

| 4 | 7 | 7 | 9 |

| 4 | 7 | 8 | 8 |

| 3 | 8 | 8 | 8 |

| 2 | 7 | 3 | 9 | 6 |

| 2 | 7 | 3 | 10 | 5 |

| 2 | 7 | 2 | 11 | 5 |

| 18 | 9 |

| 2 | 7 | 10 | 8 |

| 19 | 8 |

| 2 | 6 | 2 | 10 | 7 |

| 20 | 7 |

|  | 7 |  | 3 | 12 | 3 |

| 19 | 8 |

|  | 6 | 5 | 9 | 6 |

| 18 | 9 |

## Befolkningsutveckling
| Befolkningsutvecklingen i Säkylä kommun 1975–2020                                                            | Befolkningsutvecklingen i Säkylä kommun 1975–2020 | Befolkningsutvecklingen i Säkylä kommun 1975–2020 | Befolkningsutvecklingen i Säkylä kommun 1975–2020 | Befolkningsutvecklingen i Säkylä kommun 1975–2020 |
| --- | ------------------------------------------------- | ------------------------------------------------- | ------------------------------------------------- | ------------------------------------------------- |
| |                                                   |                                                   |                                                   |                                                   |
| År |                                                   |                                                   | Folkmängd                                         |                                                   |
| 1975 | 1975                                              |                                                   | 8 708                                             |                                                   |
| 1980 | 1980                                              |                                                   | 8 671                                             |                                                   |
| 1985 | 1985                                              |                                                   | 8 702                                             |                                                   |
| 1990 | 1990                                              |                                                   | 8 596                                             |                                                   |
| 1995 | 1995                                              |                                                   | 8 482                                             |                                                   |
| 2000 | 2000                                              |                                                   | 8 118                                             |                                                   |
| 2005 | 2005                                              |                                                   | 7 885                                             |                                                   |
| 2010 | 2010                                              |                                                   | 7 527                                             |                                                   |
| 2015 | 2015                                              |                                                   | 7 070                                             |                                                   |
| 2020 | 2020                                              |                                                   | 6 646                                             |                                                   |
| Anm: Uppgifterna avser förhållandena den 31 december nämnda år enligt områdesindelningen den 1 januari 2022. |                                                   |                                                   |                                                   |                                                   |

## Sevärdheter
- Konung Gustav III:s kyrka från 1776.
- Kalasatama (fiskehamnen) och Katismaan saari (Katismaa ö). Här finns bland annat en friluftsteater.
- Hembygdsmuseum invid Pyhäjärvi sjö.[12]